# Pacific Time Zone
 "PST" omdirigeres hertil. For andre betydninger af PST, se PST (flertydig).
Pacific Time Zone (PT) er en tidszone som geografisk dækker de vestligste dele af Nordamerika, herunder flere stater i USA og Canada, samt en enkelt stat i Mexico.
Tidszonen er i normaltiden otte timer bagud i forhold til Universal Time, Coordinated (UTC-8).
Tidzonerne for normaltid og sommertid benævnes henholdsvis Pacific Standard Time (PST) (UTC-8) og Pacific Daylight savings Time (PDT) (UTC-7).